# توماس كينغ (سياسي)
توماس كينغ (بالإنجليزية: Thomas King)‏ هو سياسي نيوزلندي، ولد في 21 نوفمبر 1821 في لندن في المملكة المتحدة، وتوفي في 28 أبريل 1893 في نيوزيلندا. انتخب عضو مجلس النواب نيوزيلندا.